# منطقة الجزاء

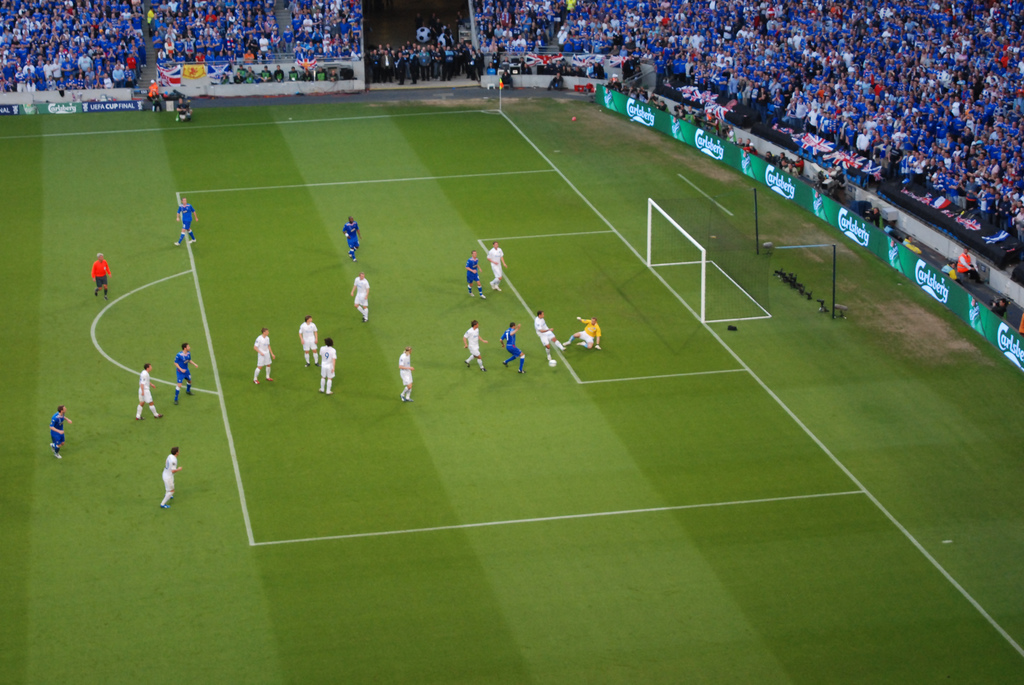
منطقة الجزاء المحددة وقوس الجزاء الموازي للمرمى. المستطيل الصغير عادة يسمى بصندوق ال6 ياردات

منطقة الجزاء أو صندوق الـ 18 ياردة هي منطقة محددة في ملعب كرة قدم، مستطيلة وتمتد لـ 16.5 متر من جانبي المرمى (أي 33 متر) و16.5 متر لأمام المرمى. وداخلها نقطة الجزاء وتبعد 11 متر عن خط المرمى، تقع بالضبط أمام منتصف خط المرمى. ومنطقة الجزاء ملحقة بقوس جزاء ملتصق بها، ولكنه غير محسوب من منطقة الجزاء.
سابقًا كانت منطقة الجزاء تمتد لعرض الملعب، لكن حُدِّدَتْ أبعادها في 1901.

## الوظيفة

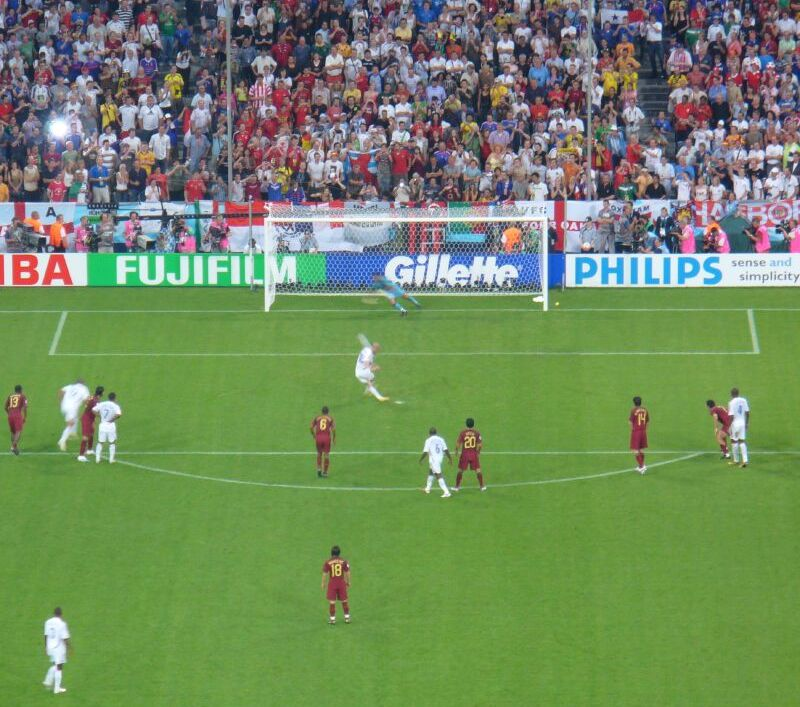
لاعب ينفذ ركلة جزاء من داخل منطقة الجزاء

الأخطاء التي تحسب كضربة حرة مباشرة (كلمس الكرة باليد والاحتكاكات الجسدية) التي تقع داخل منطقة الجزاء ويفعلها الفريق المدافع، تحتسب كضربة جزاء، ويتم إجرائها من نقطة الجزاء. ولمنطقة الجزاء وظائف أخرى:
- منطقة الجزاء هي المساحة المحددة للحارس أن يمسك فيها الكرة بيده قانونيًا.
- تُجْرَى الضربات الحرة منها، وما دامت الكرة في المنطقة فهي ليست في حالة لعب، ويظل الفريق الخصم خارج المنطقة مادامت الضربة لم تُجرى بعد.
- يجب على جميع اللاعبين (غير مسدد ركلة الجزاء والحارس) أن يبقوا خارج منطقة الجزاء أثناء تنفيذ الركلة.
- وأيضاً تُجرى من نقطة الجزاء الضربات الترجيحية.